# Vilanova (genealogia)
Els Vilanova foren una antiga família, que compta entre els seus avantpassats a Santa Rosalina, venerada a l'Església el 17 de gener, descendent probablement de Ramon I, (977-1010), vescomte de Cardona, que rebé del comte de Barcelona Ramon Borrell el 994, els feus de Vilanova, Seva i Tavertet, ubicats al bisbat de Vic, i prova la seva filiació des de Guillem-Guifred, senyor de Vilanova i de Terrassola, que fou investit el 1082 de la castlania del Brull i dels senyorius de Seva i de Montanyà. Els seus descendents formaren tres grans línies: la primogènita, que seguí residint a Catalunya; la de València, establerta en aquell regne des de la seva reconquesta, i la de Provença.

## Les branques
Les branques espanyoles han produït gran nombre de personalitats il·lustres, havent estat premiats els seus serveis amb els càrrecs més elevats i amb els títols de vescomte de Vilanova (1390), comte de Sinarques (1597), de Castellà (1606), de Vilanova (1719), marquesos de Terranova (1598), de Sot (1668), de Sant Antoni (1751) i ducs de Mandas i de Vilanova (1614).

## Branca catalana
Entre els cavallers de la branca de Catalunya que més s'han distingit hi figuren: Ramon III, un dels dignataris convocats per Pere el Catòlic per signar les paus i treves de 1198; mori al costat d'aquest monarca en la batalla de Muret.
- Ramon IV, net de l'anterior, actuà brillantment al costat dels seus parents els Montcada, vescomtes de Bearn, en les guerres d'aquella època, acompanyant-los a la conquesta de València on aconseguí feus importants el 1249. Seguí al vescomte en traslladar-se aquest als seus Estats de Bearn, envaïts pels anglesos el 1250, sent ambdós fets presoners i conduïts a Londres, on mercès al parentesc del de Montcada amb la reina Elionor, aconseguiren la seva llibertat.

- El seu fill Ramon V fou conseller de Jaume el Just, figurant en un lloc preeminent en la conquesta de Sicília, d'on en fou nomenat senescal per aquell monarca el 1294.

- Marc, besnet de Ramon IV, es distingí en la conquesta aragonesa de Sardenya (1324), naufragant en les costes de Cullera en tornar d'aquesta expedició. Pere el Cerimoniós el nomenà veguer de Girona i Besalú; morí el 1348.

- El seu fill Humbert fou nomenat veguer de Manresa i del Berguedà el 1369 i capità general del Comtat d'Osona el 1385 amb motiu de la invasió francesa, a la que hi feu front; morí el 1402.

- Ramon germà de l'anterior, fou un dels personatges catalans més distingits de la seva època. Inicià la seva vida militar al costat del comte d'Osona, en ser nomenat aquest almirall de la flota que es destinava a la conquesta de Sardenya, i es trobà en la presa de l'Alguer contra els genovesos el 28 d'agost de 1353. El 28 d'agost de 1354 comandava l'exèrcit reial que atacava per terra la ciutat de Càller en el mateix regne, mentre el monarca l'assetjava per mar. El 1363 el rei Pere li confià una ambaixada per aconseguir del Comte de Foix que s'unís a les hosts d'Aragó en la guerra contra el rei de Castella. Acompanyà al comte d'Osona, en qualitat de conseller del rei, quan fou enviat a Terrés, a l'Aragó, per entrevistar-se amb el monarca de Castella, amb el fi de tractar de les paus entre els dos regnes. Formà part de la cort en els seus viatges a València, Saragossa i Perpinyà, i fou escollit pel rei, com a persona de la seva major confiança, quan començaven les intrigues cortesanes contra el comte d'Osona, per prendre secretament declaracions de l'alcalde i cavallers del castell de les Medes, als quals s'acusava d'haver desobeït les ordres del rei per a seguir les del comte, amb el que es demostrà la falsedat d'aquesta acusació. Fou tresorer reial des de 1366 fins a 1369 i elevat a la dignitat de camarlenc el 1381. Nomenat governador general o virrei del Ducat d'Atenes i Neopàtria el 1383, complí tan bé la seva tasca, que el rei Martí el nomenà el 1392 governador general de Catalunya, morí el 1402.

- Albert era fill de Ramon, fou nomenat pel mateix càrrec el 1408.

- Gilabert fou nomenat veguer d'Osona i batlle de Vic el 1415 i morí el 1430. Pel seu casament amb Violant de Castellet, filla i hereva del noble Ferrer de Castellet, baró de Castellet, Cornet, Gaià, Montclar i Montmajor, en la vegueria de Manresa, i de la seva esposa Romia de Pinós i d'Aragó, neta del rei Jaume II, passaren aquests Estats a la casa de Vilanova.

- Elionor, besneta de Gilabert, casà amb Joan Ferrer Despujol, senyor del castell de Pujol, de Sant Hipòlit de Voltregà, en la vegueria d'Osona. El seu marit figurava en el partit lleial a Joan el Sense Fe, i la Generalitat de Catalunya, era adversària d'aquest rei, ordenà al veguer de Vic què, aprofitant l'absència del senyor del castell de Pujol, el prengués en nom de la Generalitat. Advertida n'Elionor de què el veguer Bernat de Mont-rodon sortia de Vic amb les seves hosts per assaltar el castell, preparà la seva defensa, negant-se entregar-lo. La lluita durà dies sencers, i quan els assaltants havien obert una esquerda en el castell i amenaçant d'incendiar-lo i executar tots els assetjats si no es rendien, per haver matat ja a alguns assetjants i ferit al veguer, n'Elionor es veié obligada a entrar en negociacions, i sorti del castell amb tots els seus homes, per a reunir-se amb el seu espòs en el monestir de Casserres, on els reials d'Osona havien instal·lat el seu quarter general.

- Galceràn i Joan, germans, descendents de Gilabert, sent veguers i capitans, respectivament de Manresa i Berguedà, i d'Osona el 1521, en ser envaïda Catalunya per les forces franceses, acudiren amb els seus exèrcits a defensar les seves jurisdiccions, mereixen elogis de l'emperador.

- Ramon, defensà amb els seus vassalls contra els francesos la plaça de Salses al Rosselló el 1659, i morí el 1662. El seu fill Ramon va socórrer amb els seus vassalls de Campmany la plaça de Roses, atacada per l'enemic el 16 de juliol de 1667, i la defensà heroicament fins al 3 d'agost, en què arribà un fort contingent de tropes en la seva ajuda. El 1674 Felip IV de Castella el nomenà coronel del regiment que s'havia format a Girona per a defensar-se contra els invasors francesos i al capdavant del qual derrotà a Sant Joan de Pagès el 19 de maig; morí el 1697.

- Josep es distingí entre els partidaris de l'arxiduc, i en acabar-se la Guerra de Successió Espanyola, seguí a l'emperador a Viena, on fou elevat a la dignitat de comte de Vilanova el 1719; morí a Friburg de Brisgòvia el 1730; sent coronel del regiment d'Alcaudete.

- Joan Pau de Vilanova de Rosselló era batlle reial de la Garriga el 1655, quan les forces franceses envaïren el Principat. Reuní les seves hosts per a tallar-los el pas, impedint la marxa vers Granollers; però fou ferit i fet presoner pel capità francès comte de la Serre, el qual li exigí 2.000 doblés pel seu rescat. Felip IV de Castella expedí una reial carta, agraint-li els seus serveis. Morí poc temps després a conseqüència de les ferides.

## Branca valenciana
Entre els més il·lustres personatges de les branques de València figuren:
- Vidal, que assistí a la conquesta d'aquell regne el 1238, heretant la castlania i el senyoriu de Xàtiva. El seu fill Ferrer formà part de l'expedició a Tunísia el 1259.

- Ramon, conseller de Jaume II i el seu capità en el castell de Morella, el 1296 assistí a les guerres de Múrcia, premiant-li el monarca els seus serveis amb la donació del castell de Pop, a València.

- Guillem, fill de l'anterior (Ramon), fou canonge de València i de Barcelona. Elevat el 1304 a la mitra de Mallorca, donà possessió de la corona d'aquell regne, a la mort de Jaume II, a l'infant Alfons III i Pere IV, el 1306 fou enviat com ambaixador a Roma per a prestar homenatge al pontífex Climent V pels regnes de Còrsega i Sardenya. El 1316, sent el comanador major de Montalbán, de l'Orde de Santiago, Jaume II li confià la delicada missió d'assolir del papa Joan XXII la creació de l'Orde de Montesa i demanar l'absolució de la censura dictada contra els reis d'Aragó i de Castella per retenir els béns de l'extingida l'orde dels Templaris, aconseguint la creació de la referida Orde militar i que aquests béns fossin aplicats a l'Orde de Montesa. El 1318 fou comissionat per Jaume II per anar a Marsella a rebre Maria de Xipre, filla del rei de Xipre (Hug III de Lusignan), i acompanyar-la a Barcelona per a casar-se amb aquest monarca, llavors vidu de Blanca de Nàpols. El 1331 li fou confiat el comandament del poderós exèrcit que prengué Múrcia contra el rei de Granada, Abu-l-Hàssan Alí. Jaume II el nomenà el seu marmessor en el seu testament; morí 1348.

- El seu fill Pere també aconseguí la comanda major de Montalbán a la mort del seu pare i fou conseller favorit de Pere IV.

- El seu germà Ramon casà amb Maria Lladró de Vidaure, senyora de Manzanera (Terol), neta del rei Jaume I per la seva mare Teresa Gil de Vidaure.

- Vidal fill de l'anterior (Ramon) fou ambaixador a Castella el 1362, amb el fi d'aprovar les paus generals del regne, i en les Corts de Saragossa de 1380 fou un dels àrbitres elegits per a decidir a quin dels Pontífexs havia de prestar obediència en el cisma que dividia a l'Església.

- Galceran fou conseller i camarlenc de Martí l'Humà i el seu mariscal a Sicília, morint el 1407.

- Un altre Galceran, nebot de l'anterior, fou elevat a la mitra d'Urgell el 1388 i auxilià amb armes i diners als comtes de Pallars i d'Urgell contra el comte de Foix, pretenent al tron d'Aragó. Feu regal a la seva catedral del famós còdex anomenat Missal Mixt, morint el 1415.

- El seu nebot Francesc casà amb Elionor d'Aragó-Prades, germana de Margarida de Prades, esposa d'En Martí l'Humà, el qual el nomenà marmessor el 1410. Després del Compromís de Casp, acceptà la decisió d'aquest, representant un brillant paper en les lluites d'aquella època, com a conseller i camarlenc de Ferran I; morí el 1433.
- Àngel fou lloctinent general del regne de Sardenya el 1510, sent poc temps després elevat a la dignitat de virrei, càrrec que desenvolupà fins al 1515. El 1520 fou nomenat virrei de Mallorca i després ocupà novament aquest càrrec a Sardenya, fins al 1530, organitzant l'administració i donant proves d'ésser un gran home d'Estat; morí el 1531.

- Joan Francesc fou un gran protector de les lletres, fent imprimir a càrrec seu la Diana de Montemayor (1575) i altres obres literàries en valencià.

- El seu fill Lluís, cavaller de Santiago, fou elevat a la dignitat de comte de Castellà el 1606, premiant amb això Felip IV els serveis que havia prestat comanant un dels terços de Flandes. Defensà de manera brillant, al capdavant dels terços de la Llombardia i Nàpols, la plaça de Cortes de Pallars, en el regne de València, contra els sarraïns revoltats; morí el 1656.

- Ramon serví en les guerres contra Castella des de 1348 i en les de Sardenya el 1363.

- Joan fill de l'anterior fou nomenat governador de Sardenya per Ferran el Catòlic el 1390; morí el 1408.

- Pere Lladró, germà de l'anterior prestà assenyalats serveis a Joan I en les guerres del Rosselló, pels quals el 1390 el monarca erigí la seva baronia de Xelva en vescomtat, amb la denominació de Vilanova; morí el 1419.

- Jaume Lladró, vescomte de Vilanova, servi brillantment en les guerres del Rosselló el 1473, i acabades aquestes retornà als seus Estats del regne de València, iniciant una guerra feudal contra el vescomte de Biota, als que reclamava la baronia de Manzanera. Continuà aquesta guerra amb gran crueltat per ambdues bandes, arribant el desordre i assolament a tal extrem, que intervingué personalment el virrei de València al capdavant de les seves tropes, assolint calmar els ànims, fins que el 1482, en què per sentència reial s'obligà al de Biota a la devolució de la mencionada baronia. Poc temps després tornà a renàixer la guerra, durant amb intervals fins a finals del segle xvi.

- Jaume Ceferí Lladró, besnet de l'anterior, fou elevat a la dignitat de comte de Sinarques el 12 de maig de 1597.[1] Nomenat ambaixador de la ciutat del València per fer certes peticions al monarca, morí a El Escorial el 1617.

- La seva besneta Lucrecia Lladró casà amb Miguel de Noroña, duc de Linares. Nomenada cambrera major de Na Marianna, vídua de Carles II, passà amb aquesta el 1703 a Baiona, on morí el 1726.

- Baltasar Lladró, fill del segon vescomte de Vilanova, prengué part molt activa en les guerres contra Castella el 1449, i el 1457 armà a les seves expenses una goleta per a servir amb els seus vassalls en la conquesta d'Itàlia, morint el 1491.

- El seu fill Ramon fou un dels caps elegits per la noblesa del regne de València per combatre els Agermanats el 1520, derrotant-los a Morella poc temps després. El 1548 heretà copiosos Estats a Sardenya, València i Aragó; morí el 1557.

- Pere Lladró de Vilanova i Maça de Liçana, net de l'anterior, fou elevat el 1585 a la dignitat de marquès de Terranova, i el 1614 a la de duc de Mandas i de Vilanova, i morí ple d'honors el 1617.